# Shaun White Snowboarding
Pour les articles homonymes, voir SWS.
Shaun White Snowboarding est un jeu vidéo développé et édité par Ubisoft. C'est un jeu de snowboard dans lequel apparait Shaun White et dans lequel il est possible de rider librement à travers quatre environnements différent. Le jeu est sorti le 13 novembre 2008 en France. La version Wii de ce jeu, Shaun White Snowboarding: Road Trip est sortie la même année.

## Synopsis
Alors qu'il ride dans Park City, le joueur rencontre Shaun White qui propose d'enseigner des techniques ultimes de snowboard en proposant une quête évoluant au fur et à mesure du jeu. Le joueur va parcourir Park City et se rendre en Alaska, en passant par l'Europe et le Japon.

## Accueil

### Version wii
La version Wii du jeu a reçu un accueil plus positif que les autres versions. Eurogamer a donné la version Wii 7 / 10, et en fait l'éloge de « the best looking version », distinguant la présentation, la musique, la mise en œuvre des contrôles Wii Balance Board et le multijoueur, tout en critiquant les contrôles de la Wii Remote, les articles half-pipe, le niveau de difficulté, et la courte durée du mode solo.  Il a été nommé pour plusieurs prix spécifiques à la Wii de l'IGN dans ses prix de 2008 jeux vidéo, dont celui du Meilleur Nouveau IP,  Meilleur jeu de sport,  Best Graphics Technologie, Meilleure utilisation de la Balance Board,  et Jeu de l'année. La version Xbox 360 a été nommé pour «Les pires jeux joués» par GameSpot dans leur prix de 2008 jeux vidéo, et a reçu le titre de «l'utilisation la plus douteuses de la publicité dans les jeux» pour exclure 20 % de son contenu par rapport aux éditions ne sont pas vendus par les éditions Target Stores.
GameSpot a donné au jeu un 5 / 10 pour les versions PlayStation 3 et Xbox 360.
Plus de 3 millions d'exemplaires du jeu avaient été vendus en mai 2009.